# أوتو ستراندمان
أوتو أوغوست ستراندمان (30 نوفمبر 1875 - 5 فبراير 1941) (بالإستونية: Otto August Strandman)‏ هو سياسي إستوني، شغل منصب رئيس الوزراء سنة 1919، ورئيس الدولة (1929-1931). وكان من بين قادة حزب العمل الإستوني.

## مسيرته
ولد أوتو ستراندمان في 30 نوفمبر [بالتقويم القديم: 18 نوفمبر] 1875 في قرية فاندو، أوندلا باريش، مقاطعة لين-فيرو بمحافظة إستونيا التابعة للإمبراطورية الروسية. كان والده «هانز ستراندمان» مدرسًا، وأوتو ابنه الثالث.
التحق بمدرسة راكفيري في عام 1886، وبعد ذلك انتقل إلى مدرسة الإمبراطور ألكسندر ستيت الثانوية في تالين، ثم المدرسة الثانوية الخامسة والسابعة في سانت بطرسبرغ. تخرج متدربا في عام 1896 من المدرسة الثانوية في محافظة إستونيا بتالين.
بعد التخرج، عمل ستراندمان مسؤولا في مكتب تالين التابع لبنك الإمبراطورية الروسية، ثم ذهب لدراسة القانون في جامعة تارتو في عام 1899.
وفي عام 1901 واصل دراسته في جامعة سانت بطرسبرغ، وتخرج منها في عام 1903.
كما شغل منصب وزير الزراعة (1918-1919)، ووزير العدل (1920-1921، ووزير المالية (1924)، ووزير الشؤون الخارجية (1918، 1920-1921 و1924) ووزير الحرب (1919).
كان ستراندمان أيضا رئيس كل من الجمعية الإقليمية الإستونية (1917-1918) وريجيكوغو (1921).
كان دبلوماسيًا، حيث عمل مبعوثًا في وارسو (1927-1929)، وفي باريس (1933-1939).
انتحر في عام 1941.